# Rima Siegfried
La Rima Siegfried è una struttura geologica della superficie della Luna.